# TV애니메이션 러키☆스타 후반 엔딩테마집 시라이시 미노루의 남자의 자장가
《TV애니메이션 《러키☆스타》 후반 엔딩테마집 시라이시 미노루의 남자의 자장가》(TVアニメ『らき☆すた』後半エンディングテーマ集 白石みのるの男のララバイ)는 텔레비전 애니메이션 《러키☆스타》의 엔딩 테마집. 2007년 10월 10일 발매되었다.

## 개요
전작 《TV애니메이션 러키☆스타 엔딩테마집 ~어느 날의 가라오케 박스~》가 1쿨 분의 엔딩곡의 수록이었는데 비해, 본작은 2쿨 분의 엔딩곡을 수록. 전곡을 시라이시 미노루가 “시라이시 미노루(白石みのる)”명의로 노래했으며 거의 모든 곡을 자신이 작사 · 작곡했다. 애니메이션으로 사용되었던 아카펠라판(가사 실수가 많다) 외에, 스튜디오 녹음판도 수록되었지만 제16화의 엔딩 〈삼십 줄 곶〉은 본작에는 수록되어 있지 않다.
CD엑스트라 사양으로, 동영상 〈시라이시 미노루의 나머지〉가 수록되었다.

## 수록곡
텔레비전 음원판
01 나의 분실물(오레노 와스레모노)（제13화 엔딩）
（작사・작곡：시라이시 미노루）

02 하레하레 유카이（제14화 엔딩）
（작사：하타 아키　작곡：타시로 토모카즈）

03 사랑의 미노루 전설（제15화 엔딩）
（작사：시라이시 미노루　작곡：코우사키 사토루）

04 가져가! 세일러복（애매 선샤인 버전）（제17화 엔딩）

05 카오링의 테마（제18화 엔딩）
（작사・작곡：시라이시 미노루）

06 남자의 삶（제19화 엔딩）
（작사・작곡：시라이시 미노루）

07 신랑 룸바（제20화 엔딩）
（작사・작곡：시라이시 미노루）

08 시카이더의 노래（제21화 엔딩）
（작사・작곡：시라이시 미노루）

09 시라이시 메들리（제22화 엔딩）

10 미쿠루 변신! 그리고 전투!（제23화 엔딩）
（작곡：코우사키 사토루）

11 사랑은 부메랑（제24화 엔딩）
（작사：미우라 요시코　작곡：마츠다 료오）

완전판
12 나의 분실물 -완전판-
（작사・작곡：시라이시 미노루　편곡：코우사키 사토루）

13 시카이더의 노래 -완전판-
（작사・작곡：시라이시 미노루　편곡：코우사키 사토루）

14 카오링의 테마 -완전판-
（작사・작곡：시라이시 미노루　편곡：코우사키 사토루）

15 사랑의 미노루 전설 -완전판-
（작사：시라이시 미노루　작곡：코우사키 사토루　편곡：鈴木マサキ）

스튜디오 아카펠라 녹음판
16 우리가 사랑하는 산타모니카 -스튜디오 녹음판-
（작사・작곡：시라이시 미노루）

17 그리워도 좋지 않아 -스튜디오 녹음판-
（작사・작곡：시라이시 미노루）

18 신랑 룸바 -스튜디오 녹음판-
（작사・작곡：시라이시 미노루）

19 남자의 삶 -스튜디오 녹음판-
（작사・작곡：시라이시 미노루）

보너스 트랙
20 시라이시 미노루 〜부인 시리즈〜
- CD엑스트라 수록

## 비고
- 〈시라이시 메들리〉는 〈사랑의 미노루 전설〉 〈나의 분실물〉 〈하레하레 유카이〉 〈남자의 삶〉 〈가져가! 세일러복〉 〈시카이더의 노래〉 〈우리가 사랑하는 산타모니카〉의 각 악곡을 메들리로 노래한다.
- 〈나의 분실물 -완전판-〉은 《스즈미야 하루히의 우울》로, 시라이시가 연기하는 타니구치가 분실물을 가지러 올 때에 'WAWAWA 와스레모노'라고 흥얼거린 노래의 풀 코러스.
- 〈카오링의 테마〉는 시라이시 미노루가 후쿠하라 카오리에게 부탁받아 만든 곡이며, 〈카오링의 테마 -완전판-〉은 라디오 《러키☆채널 -료오학원 방과후의 책상-》의 엔딩곡이 되었다. 란티스의 작품 페이지에서는 '향후 결혼식의 정평이 될 퀄리티'라고 소개되었다.
- 〈그리워도 좋지 않아 -스튜디오 녹음판-〉 〈시라이시 미노루 ~부인 시리즈~〉는 엔딩으로 가창 되어 있지 않다.
- 가사집의 〈가져가! 세일러복(애매 선샤인ver.)〉에는 '언어로는 개념을 설명할 수 없고 이해도 할 수 없다.'라고만 되어있고 가사가 표기되어 있지 않다.